# Vaux-en-Beaujolais
Vaux-en-Beaujolais és un municipi francès situat al departament del Roine i a la regió d'Alvèrnia-Roine-Alps. L'any 2007 tenia 977 habitants.

## Demografia

### Població
El 2007 la població de fet de Vaux-en-Beaujolais era de 977 persones. Hi havia 356 famílies de les quals 74 eren unipersonals (37 homes vivint sols i 37 dones vivint soles), 100 parelles sense fills, 149 parelles amb fills i 33 famílies monoparentals amb fills.
La població ha evolucionat segons el següent gràfic:
Habitants censats

### Habitatges
El 2007 hi havia 442 habitatges, 355 eren l'habitatge principal de la família, 39 eren segones residències i 47 estaven desocupats. 388 eren cases i 52 eren apartaments. Dels 355 habitatges principals, 277 estaven ocupats pels seus propietaris, 69 estaven llogats i ocupats pels llogaters i 9 estaven cedits a títol gratuït; 7 tenien una cambra, 17 en tenien dues, 42 en tenien tres, 100 en tenien quatre i 189 en tenien cinc o més. 269 habitatges disposaven pel capbaix d'una plaça de pàrquing. A 146 habitatges hi havia un automòbil i a 189 n'hi havia dos o més.

### Piràmide de població
La piràmide de població per edats i sexe el 2009 era:
| Homes | Edats   | Dones |
| ----- | ------- | ----- |
| 0     | 95 o +  | 0     |
| 0     | 90 a 94 | 4     |
| 0     | 85 a 89 | 0     |
| 0     | 80 a 84 | 0     |
| 16    | 75 a 79 | 16    |
| 16    | 70 a 74 | 32    |
| 32    | 65 a 69 | 16    |
| 16    | 60 a 64 | 8     |
| 12    | 55 a 59 | 8     |
| 36    | 50 a 54 | 16    |
| 16    | 45 a 49 | 32    |
| 32    | 40 a 44 | 16    |
| 24    | 35 a 39 | 36    |
| 36    | 30 a 34 | 36    |
| 20    | 25 a 29 | 28    |
| 36    | 20 a 24 | 12    |
| 16    | 15 a 19 | 28    |
| 32    | 10 a 14 | 28    |
| 24    | 5 a 9   | 28    |
| 16    | 0 a 4   | 32    |

## Economia
El 2007 la població en edat de treballar era de 624 persones, 486 eren actives i 138 eren inactives. De les 486 persones actives 450 estaven ocupades (241 homes i 209 dones) i 36 estaven aturades (10 homes i 26 dones). De les 138 persones inactives 44 estaven jubilades, 58 estaven estudiant i 36 estaven classificades com a «altres inactius».

### Ingressos
El 2009 a Vaux-en-Beaujolais hi havia 367 unitats fiscals que integraven 1.008 persones, la mediana anual d'ingressos fiscals per persona era de 17.992 €.

### Activitats econòmiques
Dels 20 establiments que hi havia el 2007, 1 era d'una empresa alimentària, 7 d'empreses de construcció, 3 d'empreses de comerç i reparació d'automòbils, 3 d'empreses d'hostatgeria i restauració, 3 d'empreses de serveis, 2 d'entitats de l'administració pública i 1 d'una empresa classificada com a «altres activitats de serveis».
Dels 7 establiments de servei als particulars que hi havia el 2009, 4 eren guixaires pintors, 1 fusteria, 1 electricista i 1 restaurant.
L'únic establiment comercial que hi havia el 2009 era una fleca.
L'any 2000 a Vaux-en-Beaujolais hi havia 82 explotacions agrícoles que ocupaven un total de 480 hectàrees.

## Equipaments sanitaris i escolars
El 2009 hi havia una escola elemental.

## Poblacions més properes
El següent diagrama mostra les poblacions més properes.